# (5782) Akirafujiwara
(5782) Akirafujiwara (1991 AF) – planetoida z pasa głównego asteroid okrążająca Słońce w ciągu 3 lat i 208 dni w średniej odległości 2,28 j.a. Została odkryta 7 stycznia 1991 roku w Siding Spring Observatory w Australii przez Roberta McNaughta. Nazwa planetoidy została nadana na cześć Akira Fujiwary japońskiego naukowca, członka zespołu naukowego misji Hayabusa.